# SK어스온
SK어스온 주식회사(영어: SK earthon)는 대한민국의 에너지 자원기업이다.

## 역사
- 2021년 - SK어스온 설립 (SK이노베이션로 부터 회사분할)

## 사업장
- 본사 : 서울특별시 종로구 종로 26 SK빌딩